# Faxineira

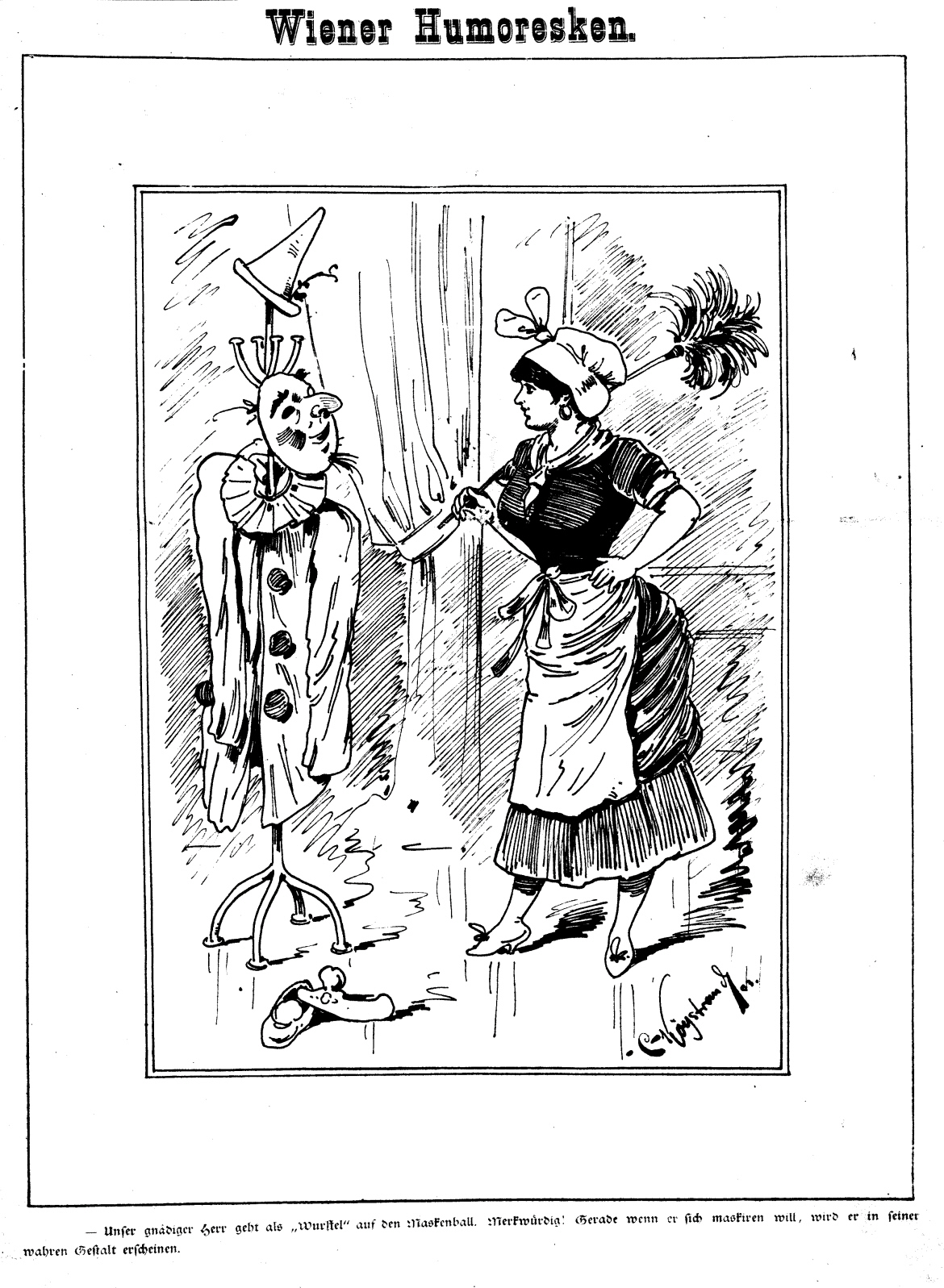
Faxineira em caricatura de 1883

O faxineiro é a pessoa que realiza trabalhos como a faxina, que é a limpeza e inclui varrer, tirar o pó, lavar, retirar o lixo  e outras.